# Joseph Watter

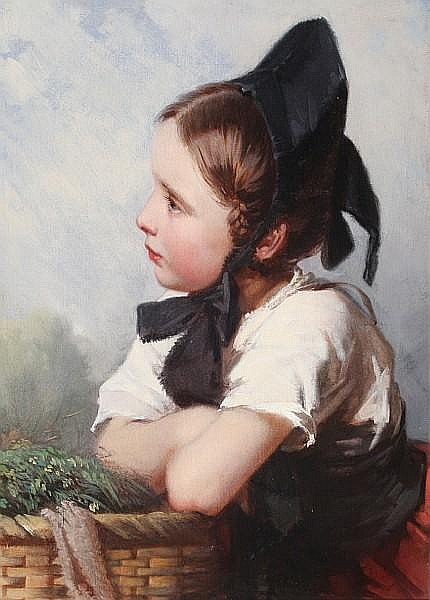
Repos.

Joseph Watter, né le 18 octobre 1838 à Ratisbonne et mort le 18 août 1913 à Munich, est un peintre de genre et illustrateur allemand.
Joseph Watter est le fils d'un peintre sur porcelaine. Il fréquente l'école Craft à Munich, puis, à partir de 1856, il étudie la peinture à l'Académie Royale des Beaux-Arts de Munich avec Philipp von Foltz et Arthur von Ramberg.
Il se consacre à la peinture de genre et aux images de conte de fées. Dans les années 1860, il travaille au Fliegende Blätter, et illustre de ombreux livres. Dans la période 1870-1887, il collabore à l’hebdomadaire Die Gartenlaube.
Dans un tableau visible au musée du château d'Herrenchiemsee, il a représenté la visite de la tsarine Maria Alexandrovna au château de Berg, le 26 septembre 1868. On y voit Louis II et la tsarine avec leurs suites qui ont débarqué du « Tristan ». Ils se rendent, sous un dais de lampions et de drapeaux orné d’une couronne impériale, vers le château de Berg qui est représenté à l'arrière-plan. 
Un certain nombre de ses œuvres ornent les châteaux de Linderhof et Herrenchiemsee, souvent en collaboration avec des décorateurs comme Christian Jank ou Ferdinand Knab.
Joseph Watter a également conçu des «porcelaines historiques» pour la cour royale, des décors et costumes.